# リー・チェン
リー・チェン（Li Qian、李倩、1986年7月30日 - ）はポーランドの女子卓球選手。中華人民共和国河北省保定市出身。

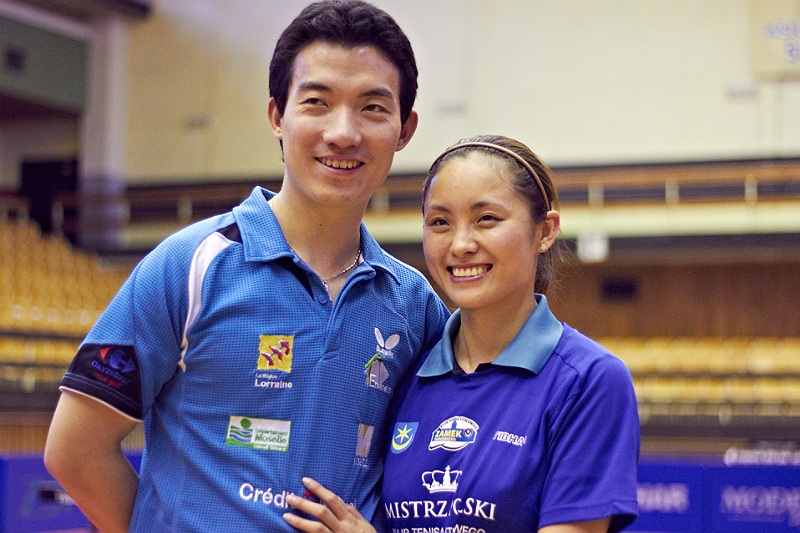
Tian Zichaoとのツーショット（2012年）

世界ランキング最高は2010年6月の19位。中国時代は攻撃型の選手だったが、15歳でポーランドに渡ってから以降はカット＋攻撃型へ転向している。2009年にヨーロッパトップ12で優勝している。
リオデジャネイロオリンピックではシングルスと団体に出場、シングルスでは初戦の2回戦で敗退、団体でも1回戦の日本の伊藤美誠に敗退。

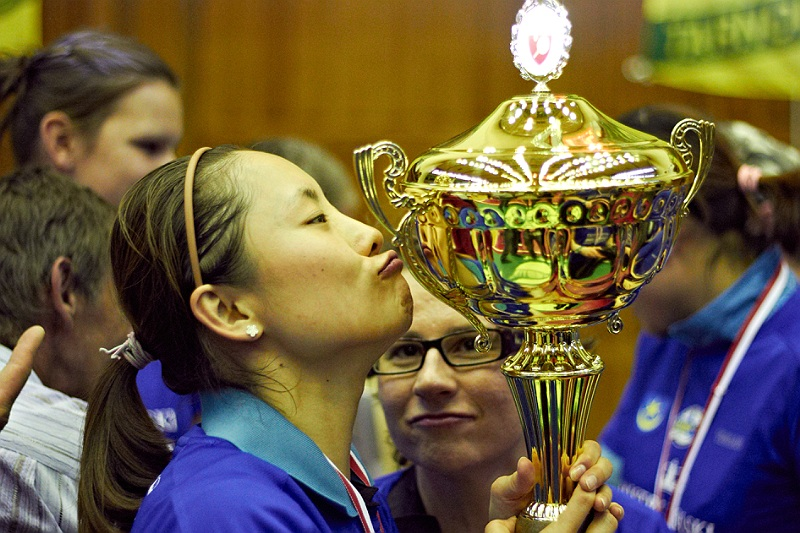
2011/12年シーズンの所属チームのKTS Tarnobrzegにて

## 主な戦績
2010年
- ITTFプロツアー・スロベニアオープン 女子シングルス 優勝

2018年
- ヨーロッパ卓球選手権 女子シングルス 優勝